# Künstlerhaus Villa Waldberta

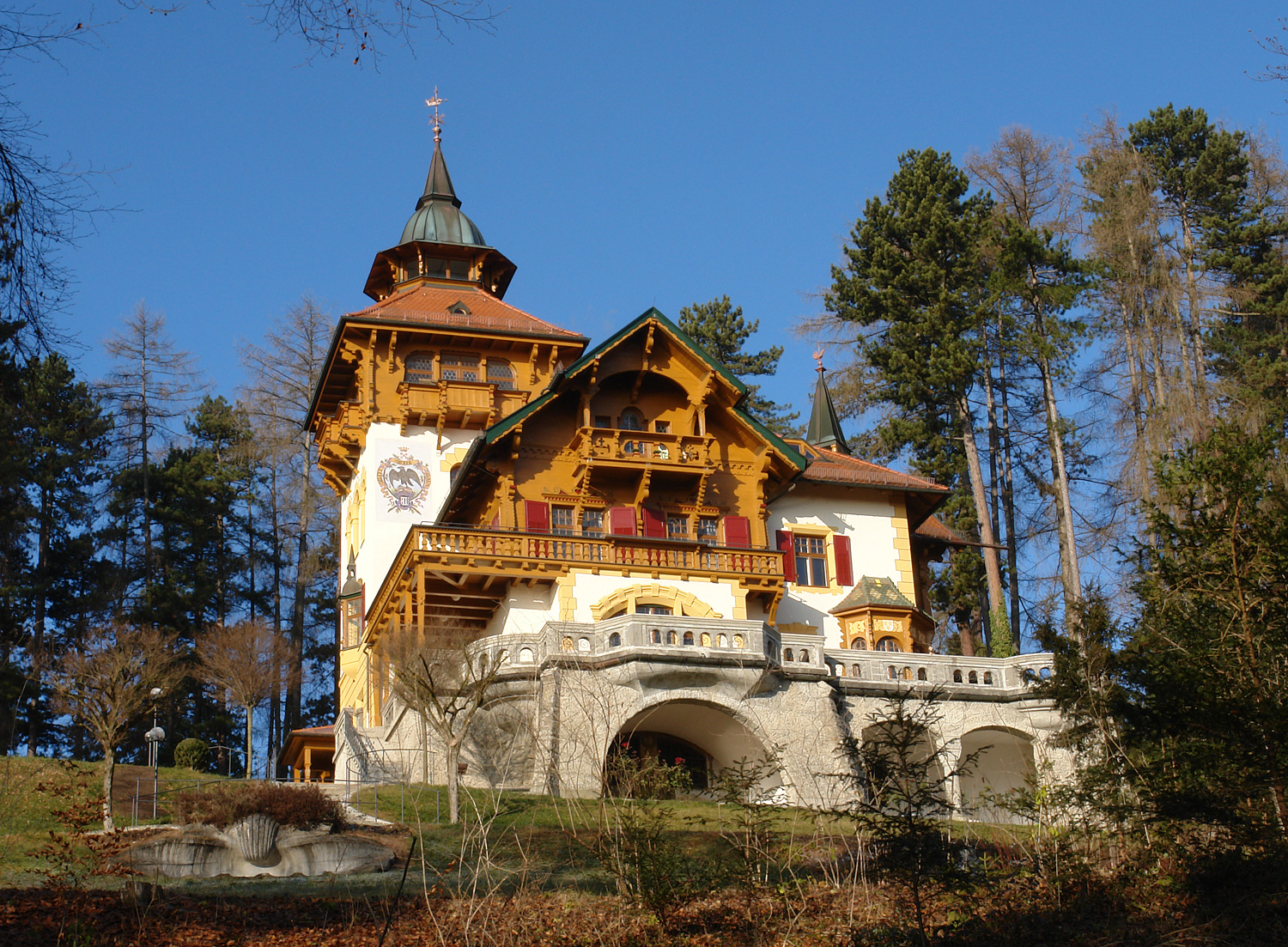
Villa Waldberta (2006)

Das Künstlerhaus Villa Waldberta in Feldafing ist ein internationales Stipendiatenhaus der Stadt München, das an Münchner Kulturprojekten beteiligte Künstler beherbergt. Die Turmvilla im Stil des Historismus und ihr Park stehen unter Denkmalschutz.

## Geschichte der Villa Waldberta

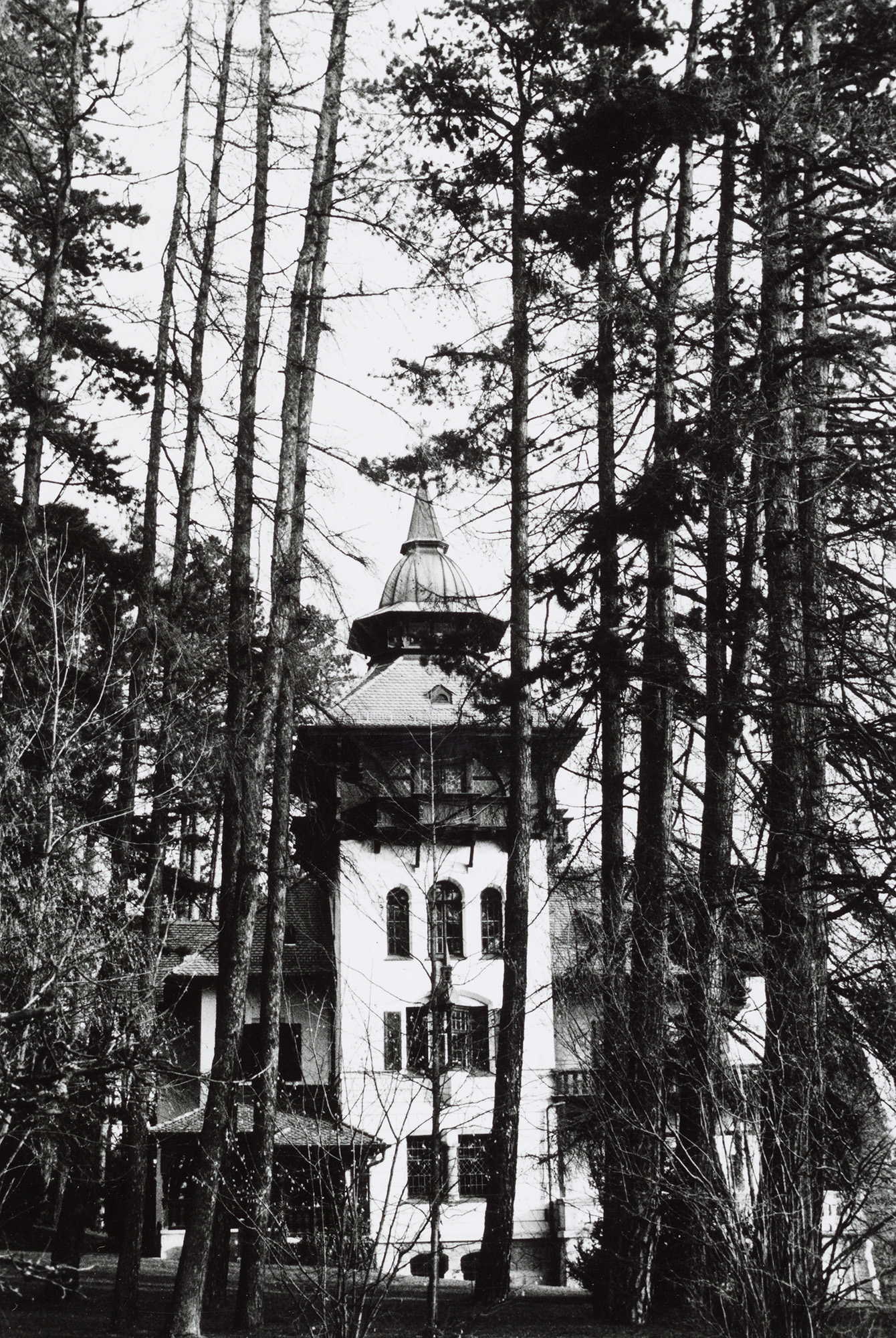
Villa Waldberta in den 1990ern, Foto von Barbara Niggl Radloff

Die Villa Waldberta wurde 1901/02 für den Bankier und Literaten Bernhard Wilhelm Schuler unter dem Namen Felsenheim als Teil der Villenkolonie am Höhenberg erbaut, einem exklusiven Wohnareal in einem Park oberhalb des Starnberger Sees. Ein Jahr später wurde das Anwesen an den Verleger Albertus Wilhelm Sijthoff verkauft, der den 22.000 m² großen Park umgestalten ließ und der Villa den Namen Waldbert gab. Im Jahr 1917 übernahm der Kunstsammler Carl Hugo Smeil den Besitz, 1925 folgte das deutsch-amerikanische Arztehepaar Bertha und Franz Koempel. Die Villa bekam nun den Namen Waldberta. Die Koempels nutzten das Anwesen bis 1939 als Sommersitz und verbrachten das Winterhalbjahr in New York. Die Villa wurde 1941 vom NS-Staat als Feindvermögen eingezogen und 1943 der Wehrmacht als Reserve-Lazarett mit 40 Betten übergeben.
Von Anfang an war das stattliche Haus eine Begegnungsstätte für Kosmopoliten und Künstler, geprägt von den jeweiligen Besitzern: niederländische Verleger, Dresdner Kunstsammler, US-amerikanische Mäzene. Nach dem Zweiten Weltkrieg fanden dort Überlebende aus Konzentrationslagern (Displaced Persons) eine Bleibe auf Zeit. Erst 1953 kehrte die nun verwitwete Bertha Koempel aus New York zurück. Sie lebte in der Villa bis zu ihrem Tod 1965. Dann kam das Haus durch die Bertha-Koempel-Stiftung in den Besitz der Stadt München und wurde von 1968 bis 1973 vom NOK-Präsidenten Willi Daume und seiner Familie bewohnt. Während der Olympischen Sommerspiele 1972 wohnte Bundeskanzler Willy Brandt in der Villa und empfing dort seine Gäste, unter anderem Georges Pompidou und Henry Kissinger.

## Geschichte der Villa als Künstlerhaus
Nach einer mehrjährigen Verwendung als Montessori-Schule, die Willi Daumes Tochter Doreen angeregt haben dürfte, ist die Villa seit 1982 ein Künstlerhaus. Im Jahre 1991 wurde das Nutzungskonzept international, der inhaltliche Schwerpunkt lag zunächst auf Literatur und Bildender Kunst und wurde 2005 für alle Kunst- und Kultursparten  geöffnet, einschließlich kulturnaher Wissenschaften, „um die Vorteile interdisziplinären Denkens und Arbeitens nutzen zu können“. Als Artist in Residence müssen die Künstler zudem „in ein Projekt der Stadt München und ihrer Kooperationspartner eingebunden sein, um so den städtischen Kulturaustausch und die internationale Kulturarbeit nachhaltig zu befördern.“

## Konzept und Stipendiatbedingungen

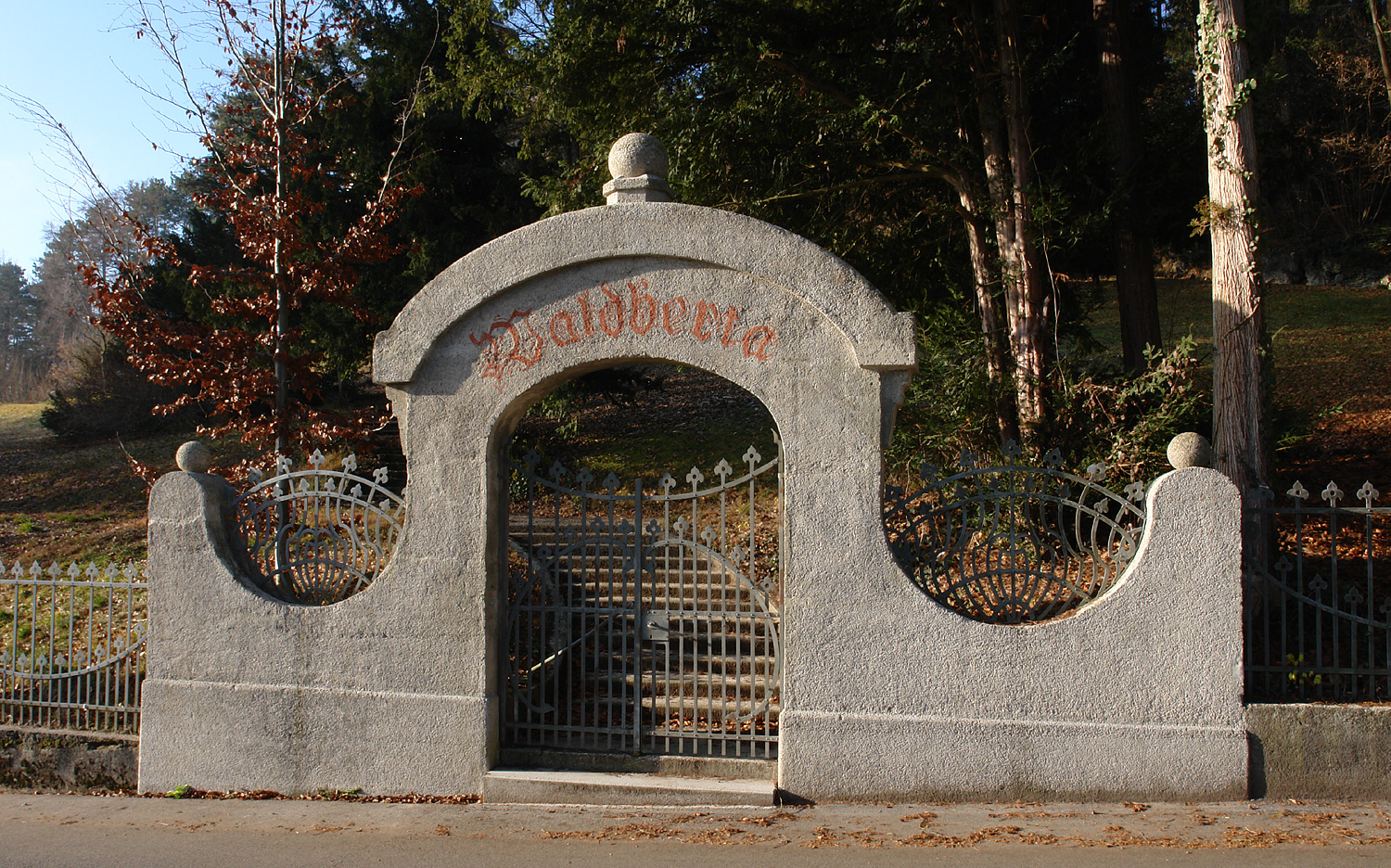
Villa Waldberta, Tor an der Thurn-und-Taxis-Straße

Das Waldberta-Kuratorium und der Münchner Stadtrat wählen spezielle Kunst- und Kulturprojekte mit einem Münchenbezug aus, für die Stipendiaten in das Künstlerhaus eingeladen werden. Die Projektverantwortlichen – Experten von Kulturinstitutionen sowie der freien Szene – schlagen dafür geeignete Künstler vor. Diese werden dann projektgebunden eingeladen. Eine Eigenbewerbung von Künstlern ist nicht möglich. Einzelpersonen oder Gruppen aller Kunstsparten kommen für die Belegung der Villa infrage. Fünf Stipendien mit einer monatlichen Zugabe von je 1200 Euro können gleichzeitig vergeben werden für einen Aufenthalt von bis zu drei Monaten; Voraussetzung für ein Stipendium ist ein Wohnort außerhalb Bayerns.

## Bekannte Stipendiaten
- Swetlana Alexijewitsch, belarussische Journalistin und Schriftstellerin, Nobelpreis für Literatur 2015
- Tsitsi Dangarembga, simbabwische Filmemacherin
- Eva Diamantstein, deutsche Regisseurin und Schriftstellerin
- Sandra Hoffmann, deutsche Schriftstellerin
- Imre Kertész, ungarischer Schriftsteller; Nobelpreis für Literatur im Jahre 2002
- Anna Langhoff, deutsche Schriftstellerin, Regisseurin und Dramaturgin
- Manuel Jorge Marmelo, portugiesischer Schriftsteller
- Paolo Marzocchi, italienischer Komponist
- Radjo Monk, deutscher Schriftsteller
- Rebecca Miller, US-amerikanische Künstlerin
- Virginia Phiri, simbabwische Autorin
- Jurko Prochasko, ukrainischer Essayist, Übersetzer und Psychoanalytiker
- Fuad Rifka, syrisch-libanesischer Lyriker und Übersetzer[5]
- Peter Roos, Schriftsteller und Journalist
- Wladimir Georgijewitsch Sorokin, russischer Schriftsteller[5]
- Frances Scholz, US-amerikanische Künstlerin
- Saša Stanišić, deutscher Schriftsteller
- Gerfried Stocker, österreichischer Medienkünstler
- Anja Tuckermann, deutsche Schriftstellerin
- Achim Wagner, deutscher Schriftsteller
- Anja Golob, slowenische Schriftstellerin
- Francisko Diaz Solar, literarischer Übersetzer aus Havanna
- Christian Lillinger, deutscher Musiker